# Alfons 5. af Aragonien
Alfons 5., kaldet Alfons den Ædelmodige, (1396–27. juni 1458) var konge af Aragonien fra 1416 til 1458 og af Napoli fra 1442 til 1458.
Han var søn af kong Ferdinand 1. af Aragonien og Eleonora af Alburquerque og blev efterfulgt af sin lillebror Johan 2.
| Alfons 5.Huset TrastámaraFødt: 1396 Død: 27. juni 1458 |                                           |                             |
| Titler som regent                                      |                                           |                             |
| Foregående: Ferdinand 1.                               | Konge af Aragonien 1416–1458              | Efterfølgende: Johan 2.     |
| Foregående: Ferdinand 1.                               | Konge af Valencia 1416–1458               | Efterfølgende: Johan 2.     |
| Foregående: Ferdinand 1.                               | Konge af Mallorca 1416–1458               | Efterfølgende: Johan 2.     |
| Foregående: Ferdinand 1.                               | Konge af Sicilien 1416–1458               | Efterfølgende: Johan 2.     |
| Foregående: Ferdinand 1.                               | Konge af Sardinien og Corsica 1416–1458   | Efterfølgende: Johan 2.     |
| Foregående: Ferdinand 1.                               | Greve af Barcelona 1416–1458              | Efterfølgende: Johan 2.     |
| Foregående: René af Anjou                              | Konge af Napoli (som Alfons 1.) 1442–1458 | Efterfølgende: Ferdinand 1. |